# 페르모도
페르모도(이탈리아어: Provincia di Fermo)은 이탈리아 마르케주의 도이다. 2004년에 설치되어 2009년부터 실시되었다. 현재 행정 중심지이자 도청 소재지는 페르모이다. 그밖의 주요 도시들에는 포르토산텔피디오, 포르토산조르조, 산텔피디오아마레, 몬테그라나로 등이 있다. 2017년 기준, 도의 인구는 174,358명이고 면적은 862.77 제곱킬로미터 (333.12 mi2)이다. 40개의 '코무네' (지방자치단체)로 구성되어 있다.

## 역사
1861년 민게티 수상이 이탈리아 국왕의 부관인 사보이아의 외젠 대공에게 제출한 보고서가 양시칠리아 왕국과 교황령 사이의 오래된 국경을 극복하기 위한 움직임으로써 마르케 남부의 작고 분열되어 있는 지역들을 단일의 커다란 지역으로 합병하는 걸 정당화하였다. 아브루초의 거주민들과 필리피노 데 안젤리스 주교 등은 이에 반대했었다. 이 반대에도 불구하고, 페르모의 주민 58%가 작은 지역들과의 합병에 찬성하며, '아스콜리페르모'라고 하는 지역 단위가 만들어져 '아스콜리 피케노'로 알려지게 됐다.
2000년, 페르로라는 새로운 지역 단위 형성의 지지자들은 나중에 몬차에브리안차도의 형성으로 이어진 제안들을 포함하여 새로운 지역 단위 형성에 대한 다수의 제안들을 내놓았던 북부동맹과 전진이탈리아 등의 정당들을 이용하였다. 파브리치오 케세티가 페르모도 설립 결의에 참여한 유일한 서명인이었는데, 이탈리아 제13대 의회의 성립에 따라 지연됐었다. 의회 성립이 이뤄지고 난 뒤, 2004년의 147 법안이 통과되었고, 페르모도가 2004년에 설치되었다.

## 지리
페르모도는 이탈리아 중부의 마르케주에 위치했으며, 시빌리니산맥에서부터 아드리아해까지 이른다. 주요 지리적 특징은 텐나강 유역이다. 텐나강은 시빌리나산맥에서부터 시작되어 세르빌리아노 인근의 페르모도에 진입하며, 그로타촐리나와 몬테조르조를 지나, 산텔피디오아마레와 포르토산텔피디오 인근 바다에 이르게 된다. 아소강은 페르모도의 남쪽 경계를 형성하며, 이를 통해 아스콜리피케노와 경계를 구분한다. 마찬가지로 시빌리니산맥에서 시작되어 페다소 근처 아드리아해로 흐른다. 도의 북쪽에는 마라타도가 위치해 있다. 신발 및 가죽 제품이 페르모도에서 생산되고, 주요 농산품에는 곡물, 야채, 포도, 올리브, 가축 등이 있다.
도청 소재지인 페르모시는 구릉 지역에 자리 잡은 오래된 도시이다. 1227년의 것으로 추정되는, 고딕 양식의 파사드를 갖춘 대성당과 그 주변 광장, 역사 지구를 위치해 있다. 또한 인근 지역에 로마 시대의 원형 극장 유적들도 존재하며 근처 도시인 포르토산조르조에는 1269년의 것으로 추정되는 성 한 채가 존재하며, 페르모로 이어지는 계곡을 보호했었다.

## 행정
| 도지사            | 임기 시작        | 임기 종료        |  | 당                |
| ----------------- | ---------------- | ---------------- |  | ----------------- |
| 파브리치오 카세티 | 2009년 6월 22일  | 2015년 7월 1일   |  | SEL/PD            |
| '아론네 페루지니' | 2015년 7월 2일   | 2016년 12월 18일 |  | 무소속 (중도좌익) |
| 모이라 카니골라   | 2016년 12월 18일 | 2021년 12월 19일 |  | 무소속 (중도좌익) |
| 미켈레 오르텐치   | 2021년 12월 19일 | '현직'           |  | 무소속 (중도좌익) |